# Eleição para mesa diretora da Câmara dos Deputados do Brasil em 2021
A eleição para o Presidente da Câmara dos Deputados do Brasil ocorreu em 1º de fevereiro de 2021, durante o dia de abertura da 3ª Sessão da 56ª Legislatura do Congresso Nacional.
A Eleição do Presidente da Câmara dos Deputados, dos demais membros da Mesa Diretora e dos suplentes dos Secretários ocorreu em 1 de fevereiro e os vencedores deterão mandato bienal, impossibilitada a reeleição durante a mesma Legislatura - conforme estabelecido no Art. 5º do Regimento Interno da Câmara dos Deputados.
A votação ocorre entre os parlamentares da Câmara de Deputados em votação secreta e pelo sistema eletrônico. O RICD divide a eleição em dois escrutínios, opondo no segundo, os dois candidatos mais votados no primeiro escrutínio (art. 7º, RICD).

## Contexto
A Eleição ocorreu durante a Pandemia da COVID-19 e opôs candidatos com agendas políticas diversas em relação a este assunto. A chapa anunciada por Arthur Lira (PP-AL) recebeu o apoio do Presidente da República, Jair Bolsonaro (sem partido), cuja condução da situação sanitária veio sendo criticada por segmentos da esquerda e pelo titular do cargo, Rodrigo Maia (DEM-RJ).
Ao longo da campanha eleitoral, esteve em julgamento no âmbito do Supremo Tribunal Federal a possibilidade de reeleição para o cargo de Presidente da Câmara, que permitiria a recondução de Rodrigo Maia. Contudo, o indigitado julgamento foi negativo a esta possibilidade e o bloco de partidos que apoiavam o titular da presidência da Câmara tiveram de encontrar um novo candidato.
Neste contexto, o líder nacional do MDB, o Deputado Baleia Rossi, se apresentou como candidato, recebendo o apoio de Rodrigo Maia que postula pela independência do Poder Legislativo diante do Executivo, ao passo que Arthur Lira seria considerado o ''candidato do Governo''.

### Interferência do Palácio do Planalto
Essa foi considerada uma Eleição da Mesa Diretora inédita pela visibilidade que obteve. Ao longo da campanha, comentou-se bastante que a participação da população através das mídias sociais, o que se ocorreu em parte pela excepcional interferência do Presidente no pleito.
O presidente Bolsonaro declarou apoio a Artur Lira, representante do Centrão, um grêmio de vários partidos considerados fisiológicos. Seu objetivo, além de garantir que nenhum processo de impedimento fosse aberto, era o de avançar temas da "pauta conservadora" que defendia, incluindo o homeschooling, a Escola Sem Partido, a flexibilização do porte de armas, a revogação do casamento entre pessoas do mesmo sexo e das hipóteses previstas para o aborto legal. No final de janeiro de 2021, como forma de garantir o apoio a seus candidatos para o comando da Câmara e do Senado, Bolsonaro determinou o repasse 3 bilhões de reais para 250 deputados e 35 senadores aplicarem em obras de suas escolhas. Além disso, o governo federal ofereceu cargos aos parlamentares em troca de seus votos.
Segundo a especialista Beatriz Rey, Jair Bolsonaro foi mais agressivo na interferência da eleição que seus predecessores por ter chegado às eleições sem uma base de apoio consolidada: "Essa ânsia agora do Bolsonaro, de se envolver na eleição, tem que ser entendida dentro deste contexto. De um governo que não teve essa articulação prévia. Essa articulação começou a ser feita no ano passado, quando a gente teve uma inflexão. Começamos até a falar em 'Governo Bolsonaro 1 e 2', sendo que o 2 começa depois que ele se dá conta de que, sem trânsito no Congresso, ele não consegue governar. E aí ele percebe que a presidência da Câmara para ele era fundamental".

### Revogação da inclusão do PT à Frente Câmara Livre
Devido à votação expressiva, o deputado Arthur Lira foi eleito em primeiro turno. Como seu primeiro ato à frente da Câmara dos Deputados, Lira revogou uma decisão de Rodrigo Maia que considerava o PT como membro integrante da ''Frente Câmara Livre''. Essa decisão se deu em face do registro de inclusão do Partido dos Trabalhadores ao bloco que ocorrera às 12h06min, isto é, após o encerramento dos registros ao 12h do dia 01/02/2021. Maia havia permitido essa ação do PT, o que gerou protestos dos aliados de Arthur Lira, este que chegou a ofender Rodrigo Maia publicamente na Câmara dos Deputados.
Na prática, isso significou que o bloco liderado por Baleia Rossi não conseguiria fazer parte da Mesa Diretora. Isso porque as posições são distribuídas proporcionalmente ao número de deputados e, sem a bancada do PT, o bloco perdeu peso na distribuição. Nesse contexto, Lira adiou a eleição das demais posições ao dia seguinte (02/02/2021).
Todos os partidos que compunham a Frente Câmara Livre recorreram em conjunto da decisão de Arthur Lira, no que foram assistidos também pelo PSOL: "Em um ato autoritário ele anulou parte de uma eleição. E uma eleição que foi acordada pelo colégio de líderes", disse o líder do MDB na Câmara, Isnaldo Bulhões (MDB-AL).

## Candidaturas à presidência
Nota: a tabela a seguir está organizada por quantidade de deputados nos blocos.
| Candidato            | Candidato                                                 | Imagem | Bloco                                                                                            | Estado            |
| -------------------- | --------------------------------------------------------- | ------ | ------------------------------------------------------------------------------------------------ | ----------------- |
|                      | Arthur Lira Progressistas (PP)                            |        | "Para toda a Câmara ter voz" (PP, PSL, PL, PSD, Republicanos, PTB, PROS, PSC, AVANTE e Patriota) | Alagoas           |
|                      | Baleia Rossi Movimento Democrático Brasileiro (MDB)       |        | "Frente Câmara Livre " (MDB, PT, PSDB, PSB, PDT, Cidadania, PCdoB, PV,REDE e Solidariedade)      | São Paulo         |
|                      | Luiza Erundina Partido Socialismo e Liberdade(PSOL)       |        | (PSOL)                                                                                           | São Paulo         |
|                      | Marcel van Hattem Partido Novo (NOVO)                     |        | (NOVO)                                                                                           | Rio Grande do Sul |
| Candidaturas avulsas |                                                           |        |                                                                                                  |                   |
|                      | General Sebastião Peternelli Partido Social Liberal (PSL) |        | Candidatura avulsa                                                                               | São Paulo         |
|                      | Fábio Ramalho Movimento Democrático Brasileiro (MDB)      |        | Candidatura avulsa                                                                               | Minas Gerais      |
|                      | Kim Kataguiri Democratas (DEM)                            |        | Candidatura avulsa                                                                               | São Paulo         |
|                      | André Janones Avante (AVANTE)                             |        | Candidatura avulsa                                                                               | Minas Gerais      |

### Candidatura de Baleia Rossi (MDB)
Um bloco de 11 partidos variados ideologicamente apoiou o candidato escolhido por Rodrigo Maia à sua sucessão. A frente ampla se formou antes da conclusão do julgamento sobre possibilidade de reeleição de Rodrigo Maia e incluiu inicialmente PSL, DEM, PSDB, PT, MDB, PSB, PDT, Cidadania, PCdoB, PV ,REDE e Solidariedade, contando com 269 deputados. O nome de Baleia Rossi para liderar esta frente foi escolhido em detrimento de Aguinaldo Ribeiro (PP-PB), tendo em vista que a Baleia Rossi seria levemente menos desagradável para o Palácio do Planalto. 

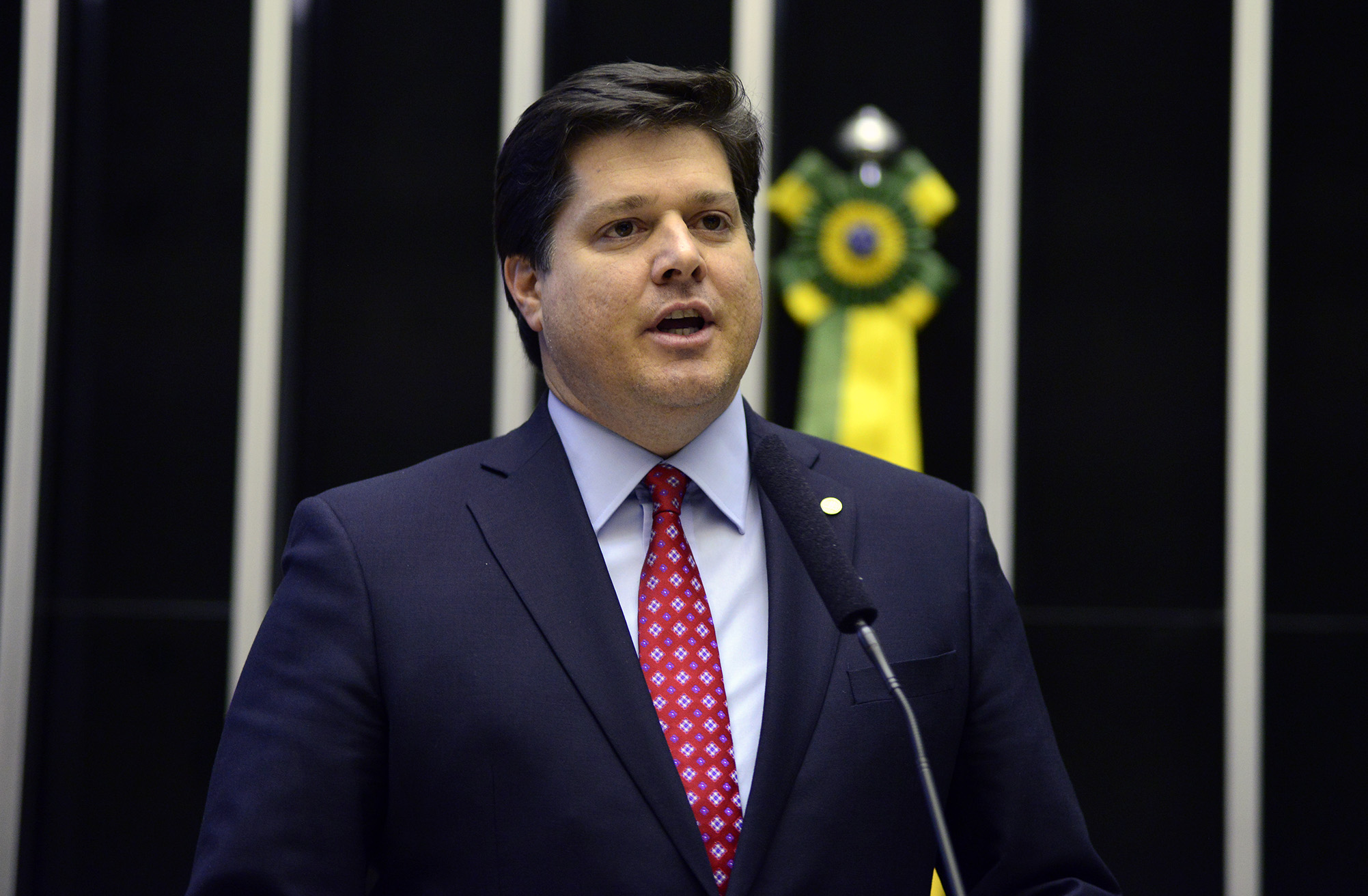
Deputado Baleia Rossi, candidato.

Precipuamente, havia grande rejeição em apoiar o nome de Baleia Rossi pelo partidos de esquerda - majoritários na coalizão -, tendo em vista a atuação do MDB durante o impeachment da Presidente Dilma Rousseff. Todavia Rossi afirmou: "Como dizia Ulysses Guimarães, tenho ódio e nojo das ditaduras. E o que nos une, neste momento, é a defesa intransigente da nossa democracia, do nosso Estado democrático de direito, das nossas liberdades, do respeito às minorias. E, claro, em um bloco partidário com posições diferentes em relação a diversos temas, essa diferença nos fortalece e demonstra que, na democracia, uma das belezas é respeitar quem pensa diferente de você"
Ao longo do período de campanha, a frente ampla de sustentação a Baleia Rossi se caracterizou pela impossibilidade de recrudescimento diante da polarização contra o candidato apoiado por Bolsonaro: em 7 de Janeiro de 2021, uma ala do PSL, liderada pelo deputado Maj. Vitor Hugo de Araújo (PSL-GO), publicou um manifesto por meio do qual apoia a candidatura de Artur Lira. A dissidência foi assinada por 32 parlamentares bolsonaristas e seria suficiente para reverter o apoio ao bloco de Baleia Rossi. No entanto, 17 dos deputados que assinaram o documento estão suspensos o que, segundo o presidente do PSL, deputado Luciano Bivar, tornaria o movimento inócuo, subsistindo assim o apoio do partido ao presidente do MDB. Eventualmente, todavia, mais quatro parlamentares aderiram à dissidência e o PSL foi oficialmente excluído da frente parlamentar.
Além da saída do PSL do bloco, às vésperas da Eleição, o Democratas (DEM) rescindiu seu apoio ao bloco de Baleia Rossi, adotando postura formal de neutralidade. Essa súbita ruptura se deu diante de um ''racha'' interno chancelado por políticos tradicionais do partido como José Agripino Maia (DEM-RN), Mendonça Filho (DEM-PE) e Ronaldo Caiado (DEM-GO). Diante da saída do DEM, o PSDB também decidiu deixar a ''Frente Câmara Livre'', num movimento que levou Rodrigo Maia a reagir com ameaças de ceder à pressão popular pela abertura dos pedidos de impeachment engavetados. Contudo, o PSDB recuou pouco tempo depois, e manteve sua adesão ao grupo.
No registro da candidatura, a frente contou com o apoio de 10 partidos: PT, MDB, PSB, PSDB, PDT, Solidariedade, PCdoB, Cidadania, PV e Rede que totalizavam 211 parlamentares.

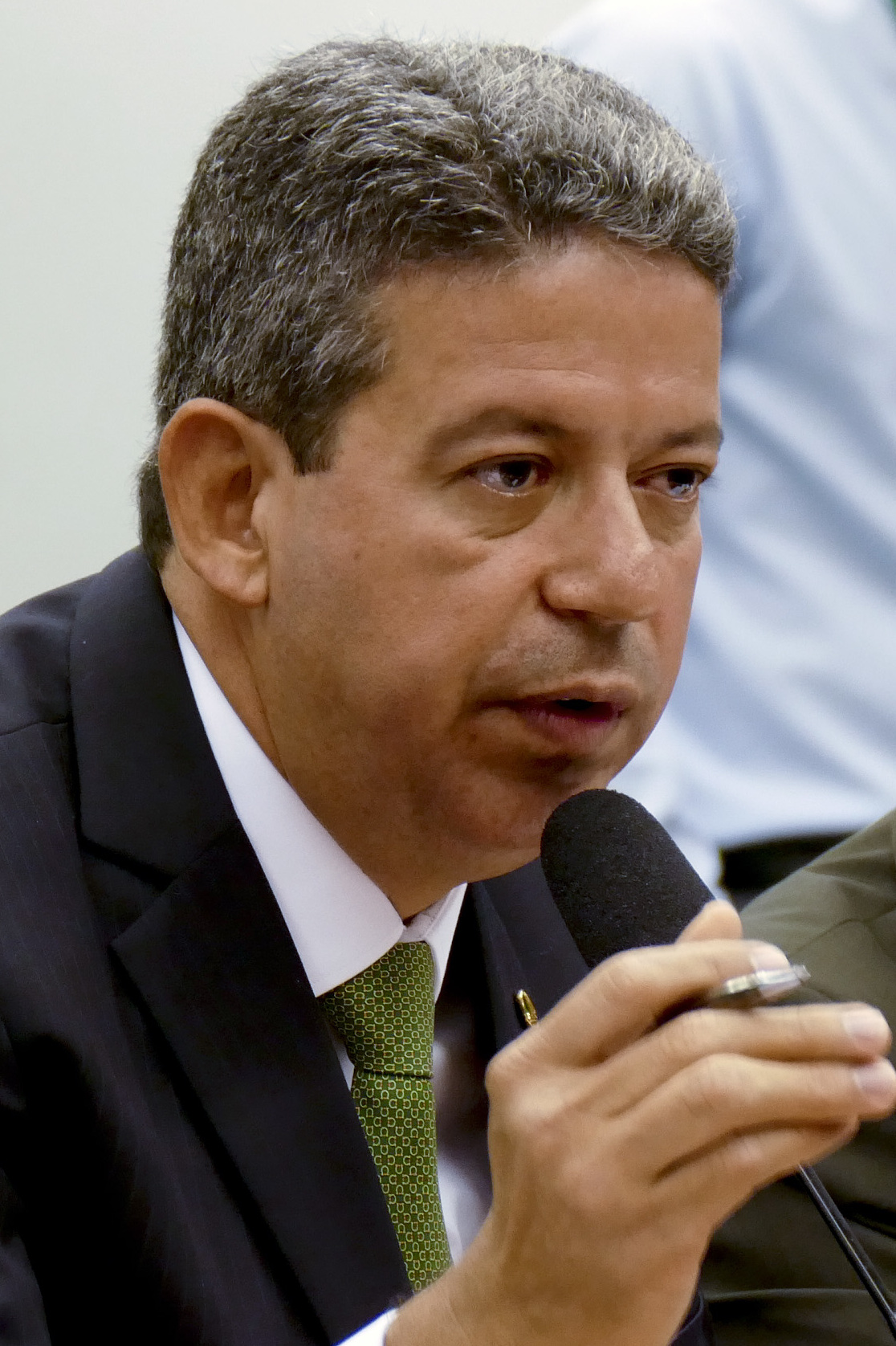
Deputado Arthur Lira, candidato.

### Candidatura de Arthur Lira (PP)
O grupo liderado por Arthur Lira recebeu o apoio do Presidente Jair Bolsonaro. A candidatura foi oficializada em 09/12/2020 e contou com a sustentação do PL, PP, PSL, PSD, PROS, PSC, Avante e Patriota. O slogan da campanha foi ''Para Toda a Câmara Ter Voz'' e prometeu que “As relatorias voltariam a ser distribuídas conforme a proporcionalidade partidária. E os relatores teriam autonomia nos seus relatórios, permitindo que o Plenário, por meio de emendas e destaques, regule qual é o melhor texto”.
Apesar de conduzir sua campanha sem manifestar excessivamente sua vinculação à política doméstica de Bolsonaro, preferindo focar em questões próprias à política interna da Câmara, Lira também defendeu pautas bastante da agenda do Presidente Bolsonaro, como a utilização de voto impresso nas próximas eleições. A coalização de Lira foi fortemente patrocinada pelo Palácio do Planalto através da mobilização de recursos como indicações de investimentos, emendas e cargos que, segundo críticos do Governo, chegariam a um prejuízo de 20 bilhões de reais para o Estado.
Ao longo da campanha, algumas polêmicas envolvendo o candidato Lira vieram à tona. Lira foi réu em duas ações - acusado de integrar uma organização criminosa e de receber propina no valor de R$106.000,00 em um esquema de corrupção envolvendo a Companhia Brasileira de Trens Urbanos (CBTU). Além disso, em 2007, sua esposa o acusou de violência doméstica devido a espancamento que durou 40min. Todas as denúncias contra o candidato foram arquivadas pela Justiça, no caso da última, pelo STF devido ao recuo do depoimento inicial pela esposa do parlamentar. Cumpre destacar que Lira negou as acusações e seus filhos vieram ao seu apoio afirmando que a sua mãe ''requenta os ataques toda vez que o parlamentar tenta alçar voos mais altos na política''.
Arthur Lira presidiu a Comissão de Constituição, Justiça e Cidadania (CCJ) e a Comissão Mista de Orçamento (CMO) em 2015 e 2016, respectivamente.

### Candidatura de Marcel Van Hattem (NOVO)
O Partido Novo lançou, no dia 14 de janeiro, o nome de Marcel Van Hattem (NOVO-RS). De acordo com o Van Hattem, sua candidatura representa uma terceira via na disputa pelo comando da Casa. Para ele, havia espaço entre as bancadas para ganhar votos entre os parlamentares. Ele ressaltou que o partido estava empenhado em construir pontes e melhorar a reputação da Câmara junto à sociedade. "Viemos para mudar a política e não para sermos mudados por ela", defendeu.

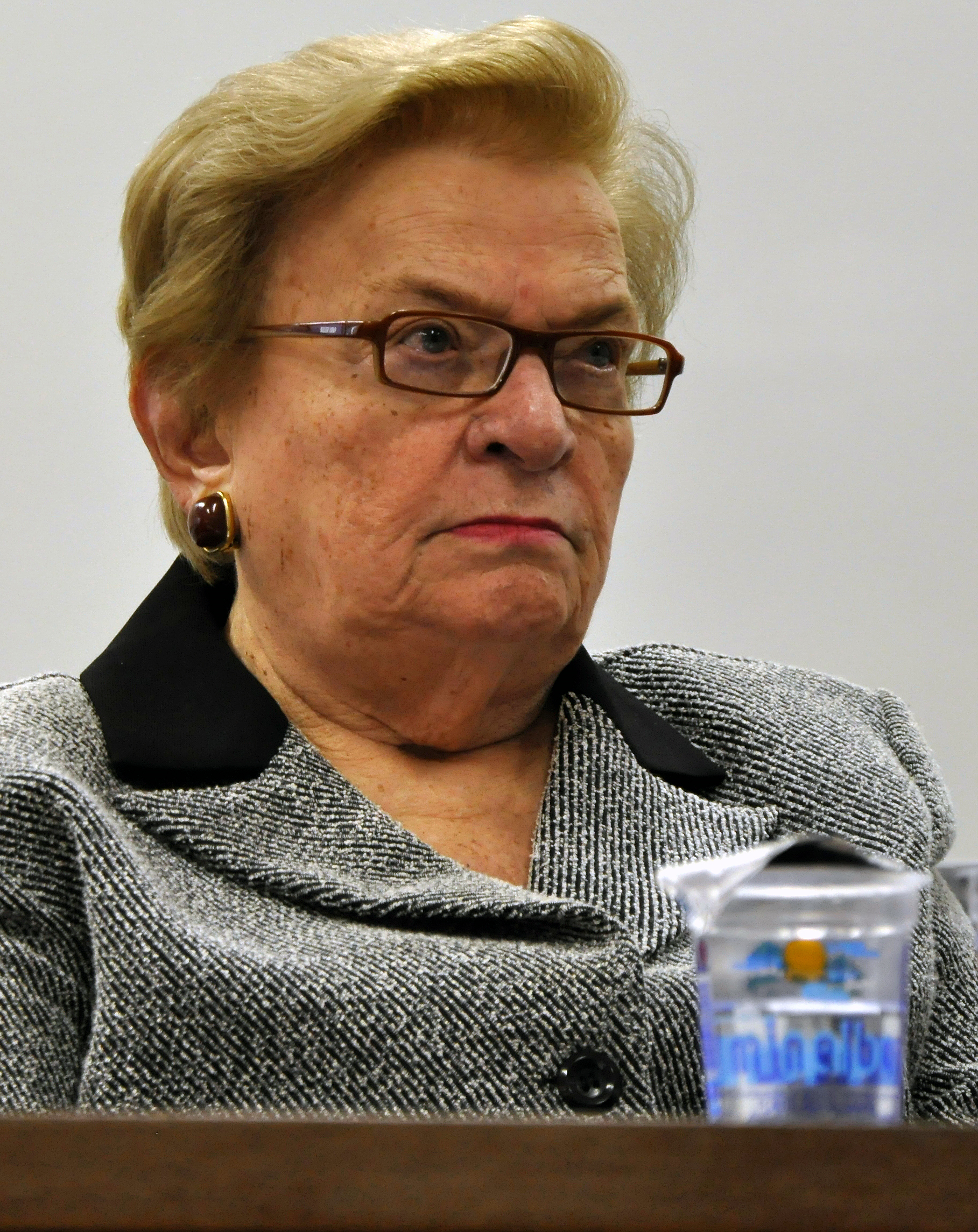
Deputada Luiza Erundina, candidata.

### Candidatura de Luiza Erundina (PSOL)
O Partido Socialismo e Liberdade lançou a candidatura da deputada Luiza Erundina (PSOL-SP) em 15 de janeiro. Postulou o partido por uma candidatura assumidamente de esquerda que ''defendesse políticas anti-austeridade e combatesse qualquer tipo de discriminação''. O PSOL afirmou ainda que, no caso de um segundo turno sem a sua candidata, o voto de sua bancada será na alternativa ao candidato apoiado pelo Governo.
No entanto, a candidatura própria do PSOL expôs um racha interno. Apesar de ser uníssono quanto ao seu apoio ao impeachment do Presidente Bolsonaro, o PSOL esteve divido na questão das eleições à mesa diretora. Elementos do partido, liderados pelos deputados Sâmia Bomfim e Marcelo Freixo, entendiam que o enfraquecimento do bloco de Baleia Rossi pela renúncia de apoio do PSOL poderia fortalecer o nome de Arthur Lira e, assim, conduzir a eleição no sentido de sua vitória - o que ceifaria a possibilidade de impeachment até o final do mandato. A dep. Luiza Erundina se manifestou no Twitter sobre o assunto, denunciando a ''aderência ao fisiologismo típico dos partidos de direita''. Esse debate interno cresceu em proporções quando militantes e parlamentares criticaram a subversão dos fatos pela candidata ''que confundiu uma divergência tática com uma acusação ao partido''.

### Candidaturas avulsas

#### Candidatura de André Janones
O deputado André Janones (Avante-MG) anunciou, por meio de suas redes sociais, sua candidatura à presidência da Câmara dos Deputados."Sem conchavos políticos e sem toma lá dá cá", afirmou, ressaltando que a força de sua candidatura vem do apoio popular.
"É uma candidatura para marcar posição, que vai medir o nível de descolamento do Parlamento com o povo, até quando essa casa continuará de costas para o povo brasileiro?", cobrou. "O povo é o patrão", afirmou o deputado.

#### Candidatura de Fábio Ramalho
O deputado Fábio Ramalho (MDB-MG), lançou dua candidatura no dia 15 de janeiro, declarando que "sua gestão seria marcada pelo diálogo e harmonia entre os poderes".

#### Candidatura de Sebastião Peternelli
O deputado Gal. Sebastião Peternelli (PSL-SP) lançou sua candidatura dia 18 de janeiro.

#### Candidatura de Kim Kataguiri
No dia da eleição, o deputado Kim Kataguiri (DEM) registrou a sua candidatura alegando tratar-se de um candidatura de protesto aos demais blocos, em especial o de Arthur Lira. O Movimento Brasil Livre, fundado pelo parlamentar, tem defendido publicamente a abertura de processo de impeachment contra o Presidente da República.

### Candidaturas Retiradas

#### Candidatura avulsa de Augusto Rosa
Em 18/02/2020 o deputado Cap. Augusto Rosa (PL-SP) divulgou nota em que anuncia sua candidatura para Presidente da Mesa Diretora e afirma que a manterá até o final. O candidato alegou ter sustentação de 80 parlamentares e postula uma candidatura ideológica ''em defesa da Lava-Jato e da família cristã''.
No entanto, em 30/01/2021, Augusto Rosa afirma ter ''percebido a polarização dentro da Câmara de Deputados", fato que o teria incentivado a seguir as orientações de seu partido, integrando assim o bloco de Arthur Lira.

#### Candidatura avulsa de Alexandre Frota
Apesar do PSDB já haver declarado apoio para Baleia Rossi, o deputado Alexandre Frota (PSDB-SP) lançou sua candidatura dia 15 de janeiro, prometendo, caso eleito fosse, a abertura imediata de processos de impeachment contra o Presidente Jair Bolsonaro. O deputado, no entanto, não registrou sua candidatura no dia 01/02/2021.

## Candidaturas às demais posições da Mesa Diretora
Para a 1ª e 2ª vice-presidência, candidataram-se apenas os deputados Marcelo Ramos (PL-AM) e André de Paula (PSD-PE), respectivamente.
Às secretarias, Marília Arraes (PT-PE) e Léo Motta (PSL-MG) - como avulso - disputam a primeira; Luciano Bivar (PSL-PE) e Maj. Vitor Hugo (PSL-Go) - como avulso -, a terceira; e Joênia Wapichana (REDE-RR) disputa a quarta com Júlio Delgado (PSB-MG) - também em candidatura avulsa. À 2ª secretaria candidatou-se apenas Rose Modesto (PSDB-MS).
Como candidatos à suplência, apresentaram-se: Eduardo Bismarck (PDT-CE), Rosângela Gomes (REPUBLICANOS-RJ), Gilberto Nascimento (PSC-SP), Alexandre Leite (DEM-SP) e, como avulso, Flavio Nogueira (PDT-PI).
Como seu primeiro ato, o presidente Arthur Lira dissolve o bloco formado pelos apoiadores de Baleia Rossi, o que impede que seus membros entrem em comissões e na mesa diretora, algo que exigirá uma nova eleição pra cargos ocupados por partidos da oposição.

## Resultados por cargo

### Presidente
Como Lira obteve a maioria absoluta dos votos, as eleições foram decididas em turno único.
| Candidato            | Número de Votos | Partido | Bloco                                                                   | UF                | %      |
| -------------------- | --------------- | ------- | ----------------------------------------------------------------------- | ----------------- | ------ |
| Arthur Lira          | 302             | PP      | PSL, PP, PSD, PL, Republicanos, PODE, PTB, Patriota, PSC, PROS e Avante | Alagoas           | 59,80  |
| Baleia Rossi         | 145             | MDB     | MDB, PT, PSDB, PSB, PDT, Cidadania, PCdoB, PV, REDE e Solidariedade     | São Paulo         | 28,71  |
| Fábio Ramalho        | 21              | MDB     | (candidatura avulsa)                                                    | Minas Gerais      | 4,16   |
| Luiza Erundina       | 16              | PSOL    | PSOL                                                                    | São Paulo         | 3,17   |
| Marcel van Hattem    | 13              | NOVO    | NOVO                                                                    | Rio Grande do Sul | 2,57   |
| André Janones        | 3               | Avante  | (candidatura avulsa)                                                    | Minas Gerais      | 0,59   |
| Kim Kataguiri        | 2               | DEM     | (candidatura avulsa)                                                    | São Paulo         | 0,40   |
| Sebastião Peternelli | 1               | PSL     | (candidatura avulsa)                                                    | São Paulo         | 0,20   |
| Brancos              | 2               | –       | –                                                                       | –                 | 0,20   |
| TOTAL                | 505             | –       | –                                                                       | –                 | 100,00 |

### 1.º Vice-presidente
Marcelo Ramos, do PL, foi o único candidato à Vice-presidência da casa, obteve 398 votos e ganhou no primeiro.
| Candidato     | Partido | Bloco                                                                   | UF       | Primeiro turno | Primeiro turno |
| Candidato     | Partido | Bloco                                                                   | UF       | Nº de votos    | %              |
| Marcelo Ramos | PL      | PSL, PP, PSD, PL, Republicanos, PODE, PTB, Patriota, PSC, PROS e Avante | Amazonas | 398            | 87,85          |
| Brancos       | -       | -                                                                       | -        | 55             | 12,14          |
| TOTAL         | -       | -                                                                       | -        | 453            | 100,00         |

### 2.º Vice-Presidente
Os deputados André de Paula, Julio César e Éder Mauro, todos do PSD, disputaram a vaga para o cargo de 2º Vice-presidente. Como André de Paula obteve a maioria absoluta dos votos, as eleições foram decididas em turno único
| Candidato      | Partido | Bloco                                                                   | UF         | Primeiro Turno | Primeiro Turno |
| Candidato      | Partido | Bloco                                                                   | UF         | Nº de votos    | %              |
| André de Paula | PSD     | PSL, PP, PSD, PL, Republicanos, PODE, PTB, Patriota, PSC, PROS e Avante | Pernambuco | 270            | 59,86          |
| Júlio César    | PSD     | (candidatura avulsa)                                                    | Piauí      | 121            | 26,82          |
| Éder Mauro     | PSD     | (candidatura avulsa)                                                    | Pará       | 43             | 9,53           |
| Brancos        | -       | -                                                                       | -          | 17             | 3,76           |
| TOTAL          | -       | -                                                                       | -          | 451            | 100,00         |

### 1.º Secretário
A vaga da 1ª Secretaria estava sendo disputada pelos deputados Luciano Bivar e Léo Motta, ambos do PSL. Bivar saiu vitorioso da disputa com mais de 60% dos votos válidos.
| Candidato     | Partido | Bloco                                                                   | UF           | Primeiro Turno | Primeiro Turno |
| Candidato     | Partido | Bloco                                                                   | UF           | Nº de votos    | %              |
| Luciano Bivar | PSL     | PSL, PP, PSD, PL, Republicanos, PODE, PTB, Patriota, PSC, PROS e Avante | Pernambuco   | 298            | 66,07          |
| Léo Motta     | PSL     | (candidatura avulsa)                                                    | Minas Gerais | 118            | 26,16          |
| Brancos       | -       | -                                                                       | -            | 35             | 7,76           |
| TOTAL         | -       | -                                                                       | -            | 451            | 100,00         |

### 2.º Secretário
A vaga da 2ª Secretaria estava sendo disputada pela deputada Marília Arraes e pelos deputados João Daniel e Paulo Guedes, todos do PT. A disputa foi para o segundo turno, sendo vencida pela deputada Marília Arraes.
| Candidato      | Partido | Bloco                | UF           | Primeiro Turno | Primeiro Turno | Segundo Turno | Segundo Turno |
| Candidato      | Partido | Bloco                | UF           | Nº de votos    | %              | N° de votos   | %             |
| Marília Arraes | PT      | (Candidatura avulsa) | Pernambuco   | 172            | 38,13          | 192           | 49,87         |
| João Daniel    | PT      | PT                   | Sergipe      | 166            | 36,80          | 168           | 43,63         |
| Paulo Guedes   | PT      | (candidatura avulsa) | Minas Gerais | 54             | 11,97          | -             | -             |
| Brancos        | -       | -                    | -            | 59             | 13,08          | 25            | 6,49          |
| TOTAL          | -       | -                    | -            | 451            | 100,00         | 385           | 100,00        |

### 3.ª Secretário
Rose Modesto foi a única candidata à vaga de 3º Secretária da Câmara dos Deputados.
| Candidato    | Partido | Bloco | UF                 | Primeiro Turno | Primeiro Turno |
| Candidato    | Partido | Bloco | UF                 | Nº de votos    | %              |
| Rose Modesto | PSDB    | PSDB  | Mato Grosso do Sul | 398            | 88,24          |
| Brancos      | -       | -     | -                  | 53             | 11,75          |
| TOTAL        | -       | -     | -                  | 451            | 100,00         |

### 4.ª Secretário
Rosângela Gomes foi a única candidata à vaga de 4º Secretária da Câmara dos Deputados.
| Candidato       | Partido      | Bloco                                                                   | UF             | Primeiro Turno | Primeiro Turno |
| Candidato       | Partido      | Bloco                                                                   | UF             | Nº de votos    | %              |
| Rosângela Gomes | Republicanos | PSL, PP, PSD, PL, Republicanos, PODE, PTB, Patriota, PSC, PROS e Avante | Rio de Janeiro | 418            | 92,68          |
| Brancos         | -            | -                                                                       | -              | 33             | 7,31           |
| TOTAL           | -            | -                                                                       | -              | 451            | 100,00         |